# Velocifero (album)
Velocifero è il quarto album discografico del gruppo musicale electro pop inglese Ladytron. L'album è stato pubblicato nel 2008 dalla Nettwerk.

## Il disco
La versione digitale del disco è stata pubblicata il 19 maggio 2008 su iTunes, mentre la versione fisica il 2 giugno seguente nel Regno Unito e il 3 giugno nel resto d'Europa, negli Stati Uniti, in Australia e Giappone.
I brani Black Cat e Kletva (che vuol dire "giuramento") sono cantati interamente in bulgaro, lingua madre della cantante Mira Arojo.
Proprio Kletva è una cover del brano di Kiril Marichkov (membro della rock band bulgara Shturtzite) tratta da un suo album solista.
Daniel Hunt canta nel brano Versus.
Dall'album sono stati estratti tre singoli: Ghosts (maggio 2008), Runaway (settembre 2008) e Tomorrow (marzo 2009). Il primo brano (Ghosts) è presente nelle colonne sonore di diversi videogiochi (Need for Speed: Undercover, The Sims 3) e nel film Sorority Row (2009). Runaway è stata inserita nel videogioco FIFA 09.

## Tracce
Testi e musiche di Ladytron.
1. Black Cat – 5:09
2. Ghosts – 4:43
3. I'm Not Scared – 3:58
4. Runaway – 4:50
5. Season of Illusions – 4:02
6. Burning Up – 4:08
7. Kletva (Kiril Marichkov cover) – 2:43
8. They Gave You a Heart, They Gave You a Name – 3:29
9. Predict the Day – 4:25
10. The Lovers – 2:39
11. Deep Blue – 5:03
12. Tomorrow – 3:36
13. Versus – 5:44

## Velocifero (Remixed & Rare)
Nell'aprile 2010 la Nettwerk ha pubblicato la raccolta di remix, B-side e rarità intitolata Velocifero (Remixed & Rare). La copertina è il negativo fotografico di quella del singolo Runaway.

### TracceVelocifero (Remixed & Rare)
1. Ghosts (Toxic Avenger Remix) – 3:37
2. Tomorrow (Apparat Remix) – 5:39
3. Runaway (James Zabiela's Red Eye Remix) – 8:59
4. Predict the Day (Grey Ghost Remix) – 6:05
5. Runaway (ADULT. Remix) – 5:02
6. Tomorrow (Vector Lovers Lucky Remix) – 6:53
7. Ghosts (Modwheelmood Remix) – 4:28
8. Tomorrow (Jim Abbiss Radio Remix) – 3:34
9. Versus (Kindle Remix) – 4:38
10. Tomorrow (port-royal Remix) – 3:36
11. Runaway (Brendan Long Remix) – 5:17
12. Tomorrow (Dirty Vegas Club Remix) – 9:22
13. Runaway (Ashtar Command Remix) – 4:40

## Formazione
Gruppo
- Ladytron - produzione
- Helen Marnie - voce, tastiere
- Mira Arojo - voce, tastiere, fotografia
- Daniel Hunt - tastiere, batteria, programmazione, voce (13)
- Reuben Wu - tastiere, batteria, programmazione

Altri musicisti e tecnici
- Assume Vivid Astro Focus - design
- Javier Benitez - strumenti vari
- Alessandro Cortini - produzione
- Stéphane Gallois - fotografia
- Alex Hasson - assistente ingegneria
- Michael Patterson - missaggio
- Pipa - design
- Erwan "Eq" Quino - ingegneria
- Peter Salmang - strumenti vari
- Slic - batteria
- Somekong - strumenti vari
- Vicarious Bliss - produzione
- Daniel Woodward - ingegneria
- Semay Wu - violoncello